# Xã Wilson A, Quận Greene, Missouri
Xã Wilson A (tiếng Anh: Wilson A Township) là một xã thuộc quận Greene, tiểu bang Missouri, Hoa Kỳ. Năm 2010, dân số của xã này là 4.446 người.